# Shintaro Kurumaya
Shintaro Kurumaya (車屋 紳太郎 Kurumaya Shintarō?), född 5 april 1992, är en japansk fotbollsspelare som spelar för Kawasaki Frontale.

## Landslagskarriär
Kurumaya har spelat fyra landskamper för det japanska landslaget.